# Cliff Williams
Cliff Williams (født 14. december 1949 i Romford, Essex, England) har været bassist i det australske hårde rock-band AC/DC siden juni 1977 (selvom han kort blev afløst af Paul Greg til bandets verdensturné i 1991). Han flyttede med sin familie til Liverpool da han var ni år gammel.

## Biografi

### Tidlig karriere
Cliff Williams startede i 1970 i bandet Home. Gruppen spillede progressiv rock, og fik en pladekontrakt hos Epic. Året efter udkom deres debut-LP "Pause for a Hoarse Horse", og var i november supportband ved Led Zeppelins Electric Magic-koncert på Wembley.
I 1972 udgav bandet endnu et album. Sangen Dreamer, der opnåede plads 41 på UK albums chart, blev bandets eneste hit. The Alchemist udkom året efter, men albummet fik ikke nogen stor succes. Den britiske sanger Al Stewart foreslog alligevel, at bandet skulle spille for ham på hans første turne i Amerika. Dette tilbud tilfredsstillede dog ikke forsanger Mike Stubbs, og han forlod bandet. Resten af bandet skiftede navn til "Al Stewart band", men det varede ikke længe før også Cliff forlod bandet.

### AC/DC
Da bassisten Mark Evans blev fyret kort efter indspilningen af Let There Be Rock i 1977 overtog Cliff Williams hans plads. Williams fik derfor sin debut på Let There Be Rock-turneen, mens Powerage blev studiedebuten.

## Udstyr
I de første år hos AC/DC brugte Williams hovedsageligt Fender Precision basser, men under nogle koncerter brugte han i stedet en Fender Jazz bas. Det menes at han brugte en Gibson Thunderbird under indspilningen af Back in Black. Gennem firserne brugte Williams mest P basser, med undtagelse af Flick of the Switch, hvor han brugte en Steinberger Xl2, og Fly on the Wall, hvor han brugte en Gibson SG reissue. På The Razors Edge brugte Williams en Fender Jazz bas, mens han på Ballbreaker i 1995 havde skiftet den ud med en Music Man StingRay.
Normalt bruger han Ampeg forstærkere og Musicman stingray basser fra 1970'erne.